# Golofa pizarro
Espèce
Golofa pizarro est une espèce d'insectes coléoptères de la famille des scarabées, de la sous-famille des Dynastinae. Elle est originaire du Mexique.

## Taxonomie
Le nom valide complet (avec auteur) de ce taxon est Golofa pizarro Hope, 1837.
Golofa pizarro a pour synonymes :
- Golofa castaneus Voirin, 1994
- Golofa clavicornis Thomson, 1860
- Golofa hastatus Burmeister, 1847
- Golofa imperialis Thomson, 1858
- Golofa sallei Thomson, 1860
- Golofa tricolor Voirin, 1994